# Stéphane Lambiel
Stéphane Lambiel (Martigny, 2 de abril de 1985) é um ex-patinador artístico suíço. Ele foi campeão mundial em duas oportunidades (2005 e 2006), campeão do Grand Prix outras duaz vezes, obteve a medalha de prata nos Jogos Olímpicos de Inverno de 2006, em Turim, na Itália e por oito vezes foi o campeão nacional de patinação artística. Nos Jogos Olímpicos de Inverno de 2010, em Vancouver, no Canadá, obteve o 4.º lugar com a canção Ne me quitte pas de Jacques Brel.

## Principais resultados
| Resultados | Resultados      | Resultados        | Resultados       | Resultados        | Resultados       | Resultados      | Resultados      | Resultados      | Resultados      | Resultados       | Resultados        | Resultados        | Resultados       | Resultados      |
| Internacional | Internacional   | Internacional     | Internacional    | Internacional     | Internacional    | Internacional   | Internacional   | Internacional   | Internacional   | Internacional    | Internacional     | Internacional     | Internacional    | Internacional   |
| Evento/Temporada | 1996– 1997      | 1997– 1998        | 1998– 1999       | 1999– 2000        | 2000– 2001       | 2001– 2002      | 2002– 2003      | 2003– 2004      | 2004– 2005      | 2005– 2006       | 2006– 2007        | 2007– 2008        |                  | 2009– 2010      |
| --- | --------------- | ----------------- | ---------------- | ----------------- | ---------------- | --------------- | --------------- | --------------- | --------------- | ---------------- | ----------------- | ----------------- | ---------------- | --------------- |
| Jogos Olímpicos |                 |                   |                  |                   |                  | 15.º            |                 |                 |                 | Medalha de prata |                   |                   | 4.º              |                 |
| Campeonato Mundial |                 |                   |                  |                   |                  | 18.º            | 10.º            | 4.º             | Medalha de ouro | Medalha de ouro  | Medalha de bronze | 5.º               |                  |                 |
| Campeonato Europeu |                 |                   |                  |                   | 9.º              | 4.º             | 5.º             | 6.º             | 4.º             | Medalha de prata |                   | Medalha de prata  | Medalha de prata |                 |
| GP Grand Prix Final |                 |                   |                  |                   |                  |                 |                 |                 |                 | Medalha de ouro  |                   | Medalha de ouro   |                  |                 |
| GP Cup of China |                 |                   |                  |                   |                  |                 |                 |                 |                 | Medalha de prata |                   | Medalha de bronze |                  |                 |
| GP Cup of Russia |                 |                   |                  |                   |                  |                 |                 | 5.º             |                 | Medalha de prata |                   | Medalha de prata  |                  |                 |
| GP Skate Canada International |                 |                   |                  |                   |                  |                 |                 |                 |                 |                  | Medalha de ouro   |                   |                  |                 |
| GP Trophée Lalique |                 |                   |                  |                   |                  | 6.º             |                 |                 |                 |                  |                   |                   |                  |                 |
| Finlandia Trophy |                 |                   |                  |                   |                  | 11.º            |                 |                 |                 |                  |                   |                   |                  |                 |
| Nebelhorn Trophy |                 |                   |                  |                   |                  |                 |                 |                 |                 |                  |                   |                   | Medalha de ouro  |                 |
| Ondrej Nepela Memorial |                 |                   |                  |                   |                  |                 | Medalha de ouro |                 |                 |                  |                   |                   |                  |                 |
| Internacional – Júnior |                 |                   |                  |                   |                  |                 |                 |                 |                 |                  |                   |                   |                  |                 |
| Campeonato Mundial Júnior |                 |                   |                  | 10.º              | 5.º              |                 |                 |                 |                 |                  |                   |                   |                  |                 |
| JGP JGP China |                 |                   | 8.º              |                   |                  |                 |                 |                 |                 |                  |                   |                   |                  |                 |
| JGP JGP França |                 |                   | 8.º              |                   | 9.º              |                 |                 |                 |                 |                  |                   |                   |                  |                 |
| JGP JGP Japão |                 |                   |                  | Medalha de bronze |                  |                 |                 |                 |                 |                  |                   |                   |                  |                 |
| JGP JGP México |                 |                   |                  |                   | Medalha de prata |                 |                 |                 |                 |                  |                   |                   |                  |                 |
| JGP JGP Noruega |                 |                   |                  | 7.º               |                  |                 |                 |                 |                 |                  |                   |                   |                  |                 |
| EYOF |                 |                   | Medalha de prata |                   |                  |                 |                 |                 |                 |                  |                   |                   |                  |                 |
| Internacional – Noviço |                 |                   |                  |                   |                  |                 |                 |                 |                 |                  |                   |                   |                  |                 |
| Triglav Trophy | Medalha de ouro | Medalha de bronze |                  |                   |                  |                 |                 |                 |                 |                  |                   |                   |                  |                 |
| Nacional |                 |                   |                  |                   |                  |                 |                 |                 |                 |                  |                   |                   |                  |                 |
| Campeonato Suíço |                 |                   |                  |                   | Medalha de ouro  | Medalha de ouro | Medalha de ouro | Medalha de ouro | Medalha de ouro | Medalha de ouro  | Medalha de ouro   | Medalha de ouro   |                  | Medalha de ouro |
| Campeonato Suíço – Júnior |                 | Medalha de ouro   | Medalha de ouro  |                   |                  |                 |                 |                 |                 |                  |                   |                   |                  |                 |
| Campeonato Suíço – Noviço | Medalha de ouro |                   |                  |                   |                  |                 |                 |                 |                 |                  |                   |                   |                  |                 |
| Equipes |                 |                   |                  |                   |                  |                 |                 |                 |                 |                  |                   |                   |                  |                 |
| Japan Open |                 |                   |                  |                   |                  |                 |                 |                 |                 | 3T/1P            |                   | 2T/2P             |                  | 1T/1P           |
| |                 |                   |                  |                   |                  |                 |                 |                 |                 |                  |                   |                   |                  |                 |
| Legenda: GP = Grand Prix; JGP = Grand Prix Júnior; T = Posição da equipe; P = Posição individual; Competição não foi disputada nesta temporada |                 |                   |                  |                   |                  |                 |                 |                 |                 |                  |                   |                   |                  |                 |